# Cloud hybride

Architecture cloud hybride.

Le stockage en cloud hybride (hybrid cloud storage ou simplement cloud hybride) est, dans le domaine du stockage de données, est un terme désignant une infrastructure de stockage qui utilise une combinaison de ressources de stockage sur site (on-premise) avec un fournisseur de stockage en cloud public (cloud). Le stockage sur site est généralement géré par l'organisation, tandis que le fournisseur de stockage dans le cloud public est responsable de la gestion et de la sécurité des données stockées dans le cloud.
Le cloud hybride peut être utilisé pour compléter les ressources de stockage internes d'une organisation, ou il peut être utilisé comme infrastructure principale de stockage. Dans les deux cas, le cloud hybride peut offrir aux organisations une plus grande flexibilité et évolutivité que l'infrastructure de stockage traditionnelle uniquement sur site.
L'utilisation du cloud hybride présente plusieurs avantages, notamment la possibilité de mettre en cache les données fréquemment utilisées sur site pour un accès rapide, tandis que les données froides inactives sont stockées hors site dans le cloud. Cela peut économiser de l'espace, réduire les coûts de stockage et améliorer les performances. De plus, le stockage dans le cloud hybride peut fournir aux organisations une plus grande redondance et une meilleure tolérance aux pannes, car les données sont stockées à la fois dans une infrastructure de stockage sur site et dans le cloud.
Le cloud hybride présente également quelques inconvénients, notamment la nécessité de gérer deux infrastructures de stockage distinctes et le risque d'augmentation des coûts. De plus, les données stockées dans le cloud sont soumises aux politiques de sécurité et de confidentialité du fournisseur de stockage cloud. L'un des défis de la transition des systèmes de stockage traditionnels vers le stockage cloud hybride est que la capacité infinie du cloud peut entraîner une accumulation de ressources gaspillées et des dépenses incontrôlées, si l'utilisation n'est pas surveillée attentivement.